# Idaea mathetica
Idaea mathetica là một loài bướm đêm trong họ Geometridae.